# ناناکا سووا
ناناکا سووا (انگلیسی: Nanaka Suwa; ۲ نوامبر ۱۹۹۴ – ) صداپیشه، و خواننده اهل ژاپن بود.